# Albert Rosenfeld
Pour les articles homonymes, voir Rosenfeld.
Pas d'image ? Cliquez ici

a Compétitions nationales et continentales officielles uniquement.

b Matchs officiels uniquement.
Albert Rosenfeld est un joueur australien de rugby à XIII, né le 28 juillet 1885 à Sydney (Australie) et décédé en 1970 à Huddersfield (Angleterre). Il détient le record d'essais marquée en une saison (80 essais lors de la saison 1911-1912).

## Biographie
Né à Sydney dans une famille juive, il joue le premier match de l'histoire du championnat d'Australie avec Eastern Suburbs en 1908. Demi-d'ouverture, il compte cinq sélections avec l'équipe nationale australienne. Il participe au premier match international de la sélection australienne. Il est sélectionné dans le groupe australien pour la première tournée en Grande-Bretagne qui a lieu en 1908-1909. Il reste en Angleterre pour évoluer sous les couleurs d'Huddersfield, Wakefield Trinity, Warrington et Bradford Northern.
Durant sa carrière (1908-1924), Rosenfeld marque 391 essais. Il est nommé au temple de la renommée du rugby à XIII britannique en 1988. En 2005, Rosenfeld est accepté pour faire partie de l'International Jewish Sports Hall of Fame.

## Palmarès
- Collectif :
  - Vainqueur du Championnat d'Angleterre : 1912, 1913 et 1915 (Huddersfield).
  - Vainqueur de la Challenge Cup : 1913, 1915 et 1920 (Huddersfield).
  - Finaliste du Championnat de Nouvelle-Galles du Sud : 1908[1] (Eastern Suburbs).
  - Finaliste du Championnat d'Angleterre : 1914 (Huddersfield).